# Ozjasz Szechter

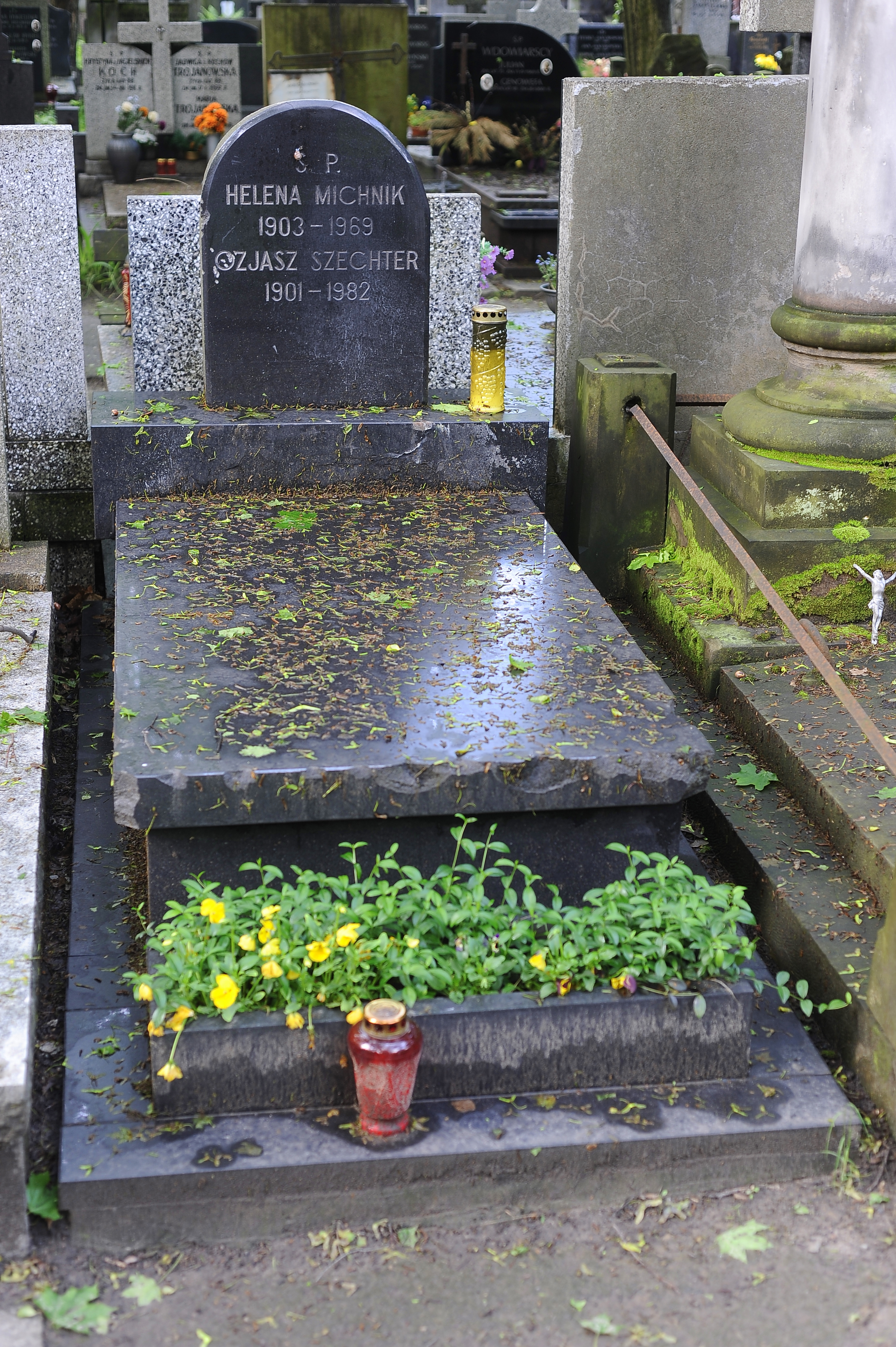
Grób Ozjasza Szechtera na cmentarzu Powązkowskim w Warszawie

Ozjasz Szechter (ur. 23 sierpnia 1901 w Witkowie Nowym, zm. 20 sierpnia 1982 w Warszawie) – polski dziennikarz i działacz komunistyczny pochodzenia żydowskiego, skazany w tzw. procesie łuckim w 1934 roku, od lat 60. XX wieku dysydent.

## Życiorys

### Działalność do 1939
Pochodził z żydowskiej rodziny: był synem Natana i Klary (z domu Steinwurcel), miał brata Szymona. Jako nastolatek angażował się we działalność młodzieżowej komunistycznej grupy samokształceniowej we Lwowie, a w 1920 wstąpił do Komunistycznej Partii Galicji Wschodniej. Następnie wyjechał do Wiednia na studia, które przerwał i w 1923 powrócił do Lwowa. Od 1925 zaangażował się w działalność nielegalnej Komunistycznej Partii Zachodniej Ukrainy, dążącej do oderwania od Polski części jej wschodnich ziem oraz przyłączenia ich do Ukraińskiej Socjalistycznej Republiki Radzieckiej, w której pełnił liczne funkcje we władzach różnych szczebli. Był m.in. sekretarzem komitetu miejskiego we Lwowie, okręgowym sekretarzem w Stanisławowie, członkiem Centralnego Wydziału Zawodowego Komitetu Centralnego oraz zastępcą członka i członkiem Komitetu Centralnego. Z powodu działalności w KPZU był wielokrotnie zatrzymany, aresztowany, sądzony i więziony przez organy państwowe II RP. Przez pewien czas ukrywał się przed policją.
W 1934, w ramach tzw. procesu łuckiego Ozjasz Szechter został uznany przez Sąd Okręgowy w Łucku winnym tego, że „od stycznia 1930 do 18 listopada 1930 na terenie państwa polskiego - w szczególności Wołynia, wschodniej części województwa lubelskiego i Małopolski Wschodniej, należąc do Komunistycznej Partii Zachodniej Ukrainy, weszli przez to w porozumienie z innymi osobami i między sobą w celu zmiany przemocą ustroju państwa polskiego i zastąpienia go ustrojem komunistycznym oraz oderwania od państwa polskiego południowo-wschodnich województw”, a następnie skazany na 8 lat więzienia. Wyszedł na wolność w ramach amnestii w 1936 i ponownie podjął działalność w kierownictwie KPZU, którą kontynuował aż do jej rozwiązania przez Komintern w 1938.

### Działalność w latach 1939–1968
Po zajęciu Lwowa przez Armię Czerwoną, został zatrudniony w Obwodowym Banku Państwowym, a w obliczu inwazji niemieckiej, został ewakuowany do Uzbekistanu, gdzie kontynuował pracę w bankowości. W 1943 został zmobilizowany do Armii Czerwonej, w której służył do 1945. W 1945 wstąpił do Związku Patriotów Polskich i Polskiej Partii Robotniczej. Pełnił funkcję inspektora w Zarządzie Głównym, a następnie kierownika sekcji w Zarządzie Obwodowym ZPP we Lwowie.
W 1946 na polecenie KC PPR przybył do Polski. Podjął pracę jako kierownik Wydziału Prasowego Centralnej Rady Związków Zawodowych oraz kierownik działu ekonomicznego pisma „Związkowiec”. W 1947 wstąpił do Związku Zawodowego Dziennikarzy RP, a rok później został członkiem Polskiej Zjednoczonej Partii Robotniczej. Był sekretarzem komitetu PZPR w CRZZ. Od 1950 do 1951 pełnił funkcję zastępcy redaktora naczelnego pisma związkowego „Głos Pracy”. W 1953 został redaktorem w wydawnictwie Książka i Wiedza, gdzie był członkiem egzekutywy POP PZPR, a zawodowo zajmował się edycją dzieł klasyków marksizmu. Popierał przemiany października 1956, a następnie zaprzestał czynnej aktywności politycznej.

### Działalność po 1968
W trakcie wydarzeń marcowych z 1968 roku został obiektem nagonki antysemickiej. W reakcji na te ataki oraz aresztowanie jego syna, wystąpił z PZPR. Związał się następnie ze środowiskami kontestującymi system polityczny PRL. Był wówczas inwigilowany przez Służbę Bezpieczeństwa. Został zwolniony z pracy i przeszedł na emeryturę. Uniemożliwiano mu m.in. wyjazdy zagraniczne. W maju 1977 roku wziął udział w odbywającej się w warszawskim kościele św. Marcina głodówce protestacyjnej przeciwko uwięzieniu przez władze PRL kilkudziesięciu działaczy Komitetu Obrony Robotników. Opublikował wówczas także obszerny list, w którym wyjaśniał swoje wybory życiowe i przyznawał, że jego zdaniem „Marx i Engels jednak się pomylili”, a swoją dotychczasową działalność polityczną ocenił negatywnie.

## Życie prywatne
Z małżeństwa z Sabiną Schatz (lub Chatz) miał syna Jerzego (1929–2020). Jego synem z nieformalnego związku z Heleną Michnik jest Adam Michnik.
Jest pochowany na cmentarzu Powązkowskim w Warszawie (kwatera 249, rząd 5, grób 8).

## Sprawa szpiegostwa na rzecz ZSRR
W monografii Marzec 1968 w dokumentach MSW wydanej przez Instytut Pamięci Narodowej w przypisie wydawcy do nazwiska Adama Michnika znalazła się informacja, że jego ojciec Ozjasz Szechter był w 1934 roku aresztowany i skazany w tzw. procesie łuckim za szpiegostwo na rzecz ZSRR (jeden z redaktorów naukowych monografii, Piotr Gontarczyk (który w publikacji pt. „Zwyczajna agentura” podaje, że „w trakcie przesłuchań część zatrzymanych potwierdziła informacje przekazane policji przez Kozaka, obciążając tym samym siebie i współtowarzyszy. Wśród zeznających był również Ozjasz Szechter, który opowiedział o swojej działalności w KPZU, metodach działalności partii. Wymienił także nazwiska innych działaczy”), w swojej wydanej później książce Nowe kłopoty z historią napisał, że informacja dotycząca Szechtera „okazała się niedokładna”). W związku z tym Adam Michnik zażądał od IPN sprostowania informacji o rzekomej działalności szpiegowskiej ojca, a wobec odmowy skierował sprawę do sądu, żądając 50 tysięcy złotych odszkodowania na cel społeczny oraz przeprosin w „Gazecie Wyborczej” i „Rzeczpospolitej”. Sąd pierwszej instancji 17 marca 2009 roku oddalił pozew Adama Michnika, przychylając się do argumentów reprezentujących IPN prawników, którzy twierdzili, że czyn, za który Ozjasz Szechter faktycznie został skazany, zdrada stanu, był według ówczesnego polskiego prawa zagrożony wyższą karą niż szpiegostwo.
20 listopada 2009 roku sąd apelacyjny zmienił wyrok sądu pierwszej instancji i nakazał IPN-owi przeprosić Adama Michnika za podanie nieprawdziwych informacji o jego ojcu. IPN przeprosił za nazwanie Ozjasza Szechtera „szpiegiem” na swojej stronie internetowej oraz w gazecie „Rzeczpospolita”.

## Odznaczenia
- Srebrny Krzyż Zasługi (1946, „za aktywną działalność w Związkach Zawodowych”)[12]
- Order Sztandaru Pracy II klasy (1961)[1]